# Cultura de Santos
A cultura de Santos, município brasileiro localizado no litoral do estado de São Paulo, foi largamente influenciada pelos diversos grupos de imigrantes que ali se estabeleceram. Com o crescimento econômico promovido pelo ciclo do café, a cidade se tornou a principal porta de entrada de imigrantes de diversas nações no final do século XIX. Nas décadas seguintes, os bairros da cidade foram marcados por uma identidade distinta a depender do país de origem dos moradores. No bairro da Ponta da Praia, por exemplo, era possível observar a influência da comunidade japonesa nas atividades econômicas, habituais e culturais daquela área, assim como no Morro São Bento predominavam os costumes herdados dos portugueses oriundos da Ilha da Madeira.
Com o passar dos anos, Santos foi e continua sendo palco de diversas manifestações culturais, históricas, turísticas e artísticas que acompanharam a história da cidade. Atualmente, a cidade conta com a presença de diversos museus, festivais, teatros, cinemas e monumentos que compõem sua cultura.

## Museus

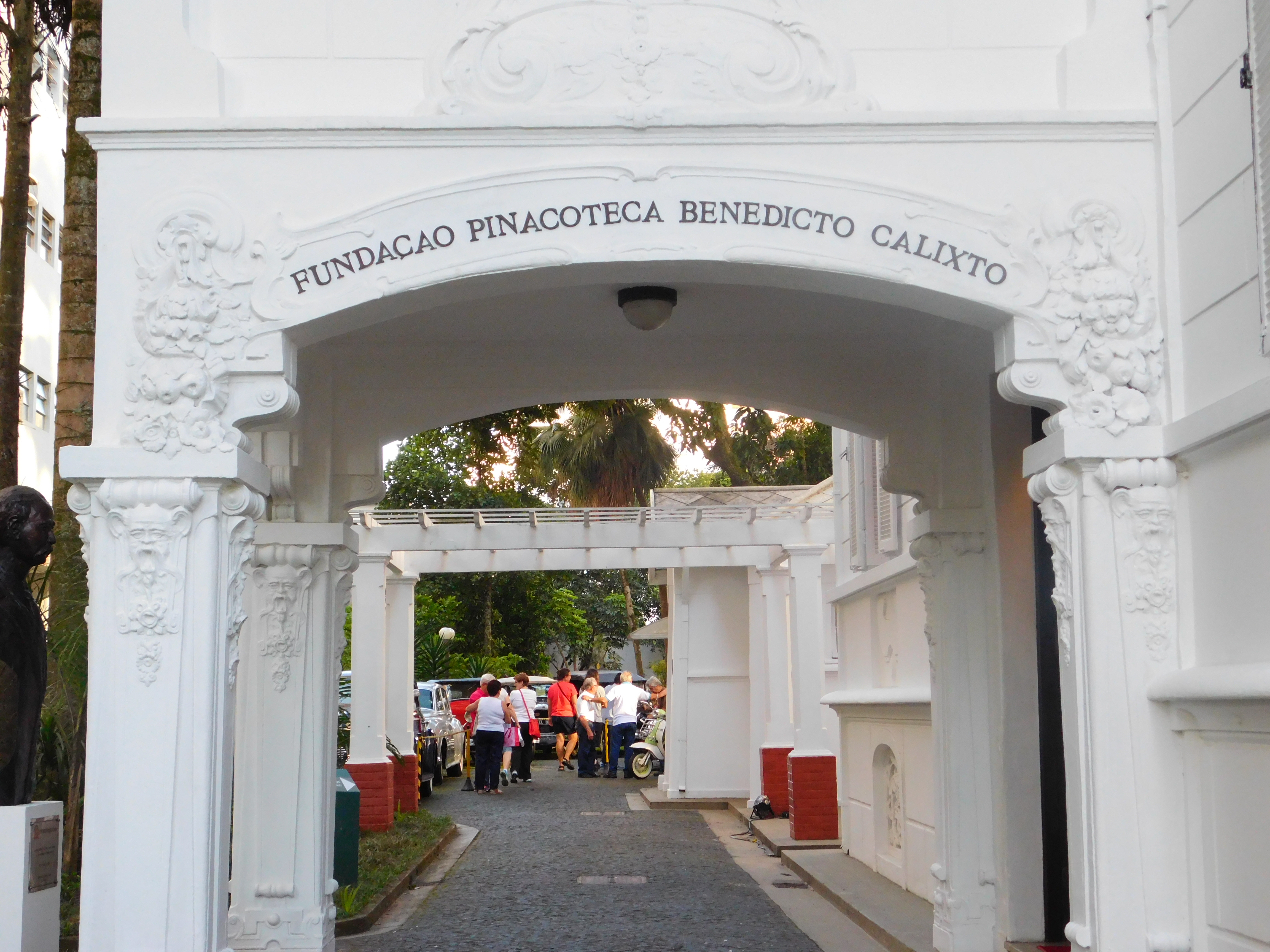
Fundação Pinacoteca Benedicto Calixto.

Santos possui vários museus, entre eles o Museu do Café Brasileiro onde funcionava a Bolsa do Café até a década de 1970. Outros museus da cidade são o Museu de Arte Sacra de Santos, o Museu de Pesca de Santos, o Museu De Vaney, o Museu Oceanográfico, o Memorial das Conquistas, o Museu Pelé, o Museu do Porto e o Museu do Mar.

## Mídia
A cidade de Santos possui 3 jornais diários, 4 emissoras de televisão comerciais e 10 emissoras de rádio, sendo 4 em FM e 6 em AM. A tradição cinematográfica pela qual a cidade se especializou foi a de curtas metragens, abrigando grandes e importantes festivais da área. Quanto às produções cinematográficas de Santos, podemos citar as de diretores como Chico Botelho (cuja morte não o deixou concluir os longas Janete e Cidade Oculta), Icaro Martins, José Roberto Eliezer, Tânia Savietto, Aloysio Raulino, José Roberto Torero, Renato Neiva Moreira, Hélcio Nagamine, entre outros. Quanto às produções recentes com maior repercussão na cidade podemos citar O Magnata (2007), escrito pelo Chorão da banda Charlie Brown Jr., e Querô (2007), que promoveu testes de jovens atores pela cidade e que legou consequências que refletem até hoje.
Santos também foi muito utilizada pela televisão em minisséries como Um Só Coração, produzida pela Rede Globo de Televisão, que teve 80% de suas cenas gravadas no centro histórico de Santos em outubro de 2003, para apresentação em rede nacional em janeiro de 2004. De fato, a revitalização do Centro Histórico da cidade, a começar por sua iluminação e asfalto, possibilitou a gravação de muitas cenas televisivas que exigiam figurinos e enredos de época. No caso de Um Só Coração, o objetivo era retratar a década de 1920 e como tal foram utilizadas locações como a Rua XV de Novembro e o interior da Bolsa Oficial do Café. Entre os atores que gravaram no centro da cidade estão Ana Paula Arósio, Tarcísio Meira, Letícia Sabatella, Ângelo Antônio, Herson Capri, Erik Marmo, Maria Fernanda Cândido, Marcello Antony, sem contar os figurantes da própria cidade. Além de minisséries, a telenovela de 1977 Éramos Seis, escrita por Silvio de Abreu, na Tupi, também teve algumas cenas rodadas na praia, no bonde e nos jardins do Orquidário encenadas por Nicette Bruno, Riccelli, e Strazzer.

## Música e dança

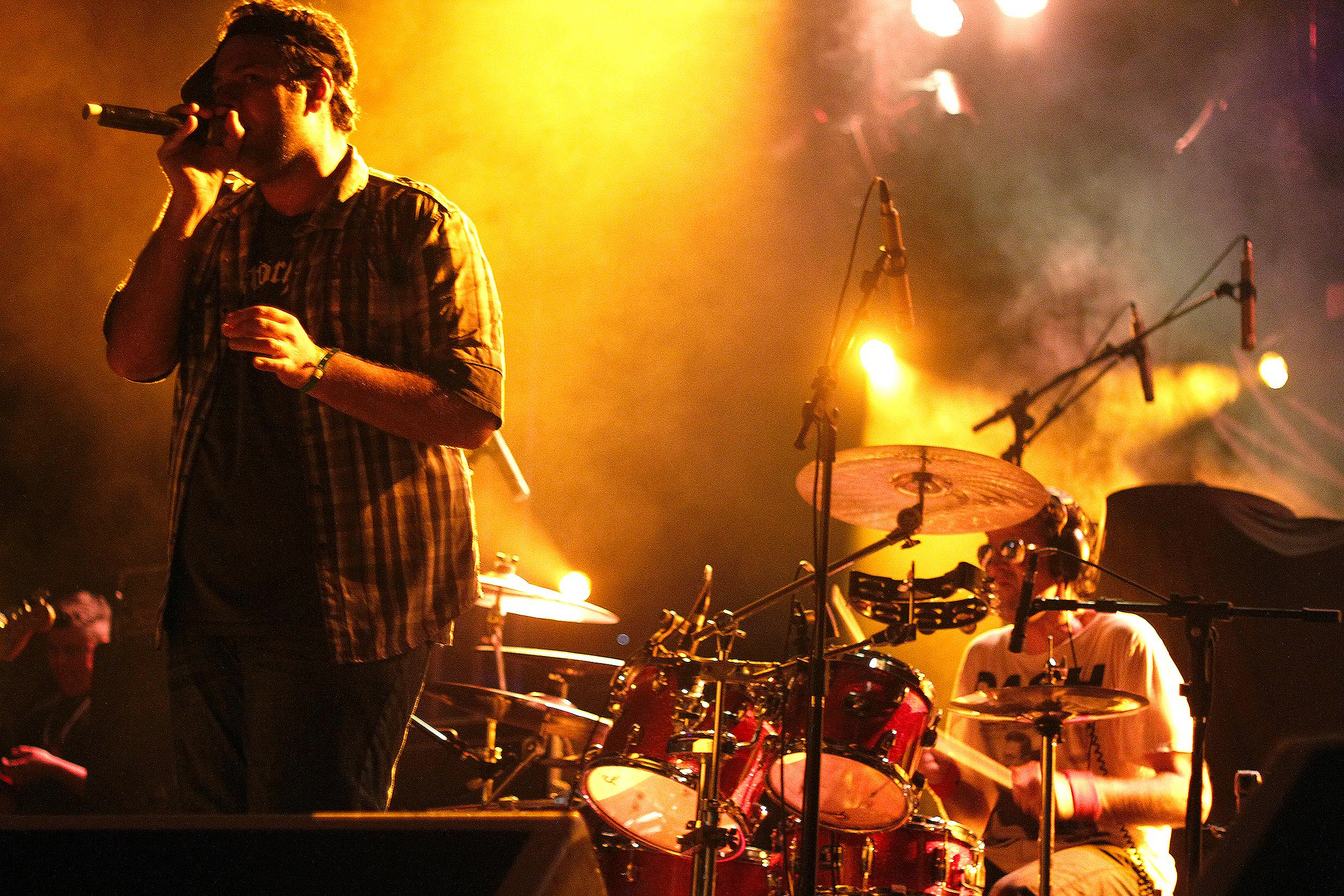
A banda santista Charlie Brown Jr durante apresentação em Porto Alegre, em 2012.

A cidade possui nomes de renome no cenário musical brasileiro, como a banda Charlie Brown Jr.. Santos também é considerada celeiro de bons bateristas e berço de bandas de rock como Charlie Brown Jr, Garage Fuzz e Bula. Dentre os músicos nascidos na cidade estão artistas como Leny Eversong, Gilberto Mendes, Haroldo Lara, Almeida Prado, Renato Teixeira e Tulipa Ruiz.
A dança também é muito renomada na cidade de Santos. Ela é sede de alguns festivais renomados de dança como o Fidifest, o Fesadan e o Santos Dance Festival. Algumas escolas renomadas são a Balé Jovem de São Vicente e a Escola de Bailado de Santos. Desde 1962 abriga o Festival Música Nova "Gilberto Mendes" é um evento internacional e anual de música contemporânea idealizado por Gilberto Mendes (Santos, 1922-2016).

## Cinema

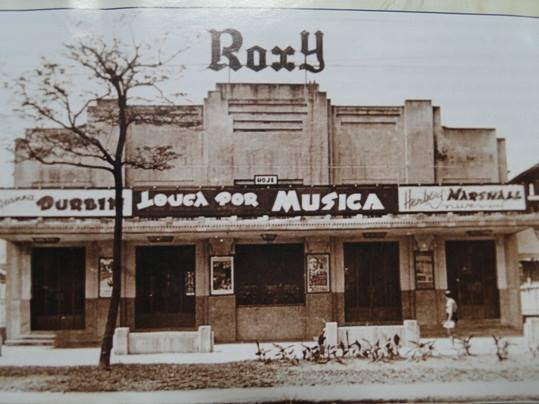
Fachada do Cine Roxy em Santos.

Santos é uma cidade relativamente cinematográfica. Zé do Periquito (1960), de Mazzaropi, possui algumas cenas de entrada e saída de navio da Ponta da Praia. Estas cenas foram as primeiras filmagens vistas pelo crítico santista Rubens Ewald Filho, aos quinze anos, e que ele tentou retomar num ângulo parecido no seu primeiro e único curta-metragem intitulado José Bonifácio que Ninguém Conhece, hoje perdido nos "meandros" da produtora Faculdade de Comunicação da Católica. Antes e depois do filme de Mazzaropi, Santos já havia sido e continuou sendo palco cinematográfico. Outros exemplos notórios inclui a versão original com Vera Nunes de Presença de Anita (1951), de Ruggero Jacobbi, Asa Branca - Um Sonho Brasileiro (1981), de Djalma Batista, com Walmor Chagas e Edson Celulari numa sequência no Gonzaga na fonte luminosa, O Rei Pelé, de Carlos H. Christensen, na cena em que o garoto que interpreta Pelé vê o mar pela primeira vez ao lado de Lima Duarte, o curta Domingo no Parque, de Isaías Almada, que logo depois da música homônima de Gilberto Gil utilizou uma roda-gigante que existia no Itararé.
Outros filmes inclui o único filme do galã Hélio Souto, com Norma Bengell, onde há uma passada na ilha Porchat em 1960, um certo Leg da década de 1960 e que várias figuras da sociedade participaram sem saberem que o diretor era um vigarista de Portugal, A Flor do Desejo de Guilherme de Almeida Prado, onde Sandra Bréa foi substituída por Imara Reis (que acabou recebendo ótimas críticas), Bellini e a Esfinge (2001), de Roberto Santucci, filme alemão com Erika Remberg rodado no cais da cidade, além do filme policial A Mulher do Quarto 13 (1932) com Brian Donlevy e Andréa Bayard.
Santos também possui uma tradição na exibição de filmes. Durante muitas décadas possuiu diversos edifícios cujo principal foco era o cinema e, embora tenha modernamente perdido muitas salas, nenhuma cidade de seu tamanho tivera um número tão grande de alternativas em assistir desde cinema-lançamentos até filmes b, desenhos animados e tchecos, russos, italianos. A cidade também desenvolveu um projeto que funcionou durante muitas décadas, o Clube de Cinema, o primeiro do país, e acompanhou toda a criatividade do cinema exterior e nacional.

## Literatura

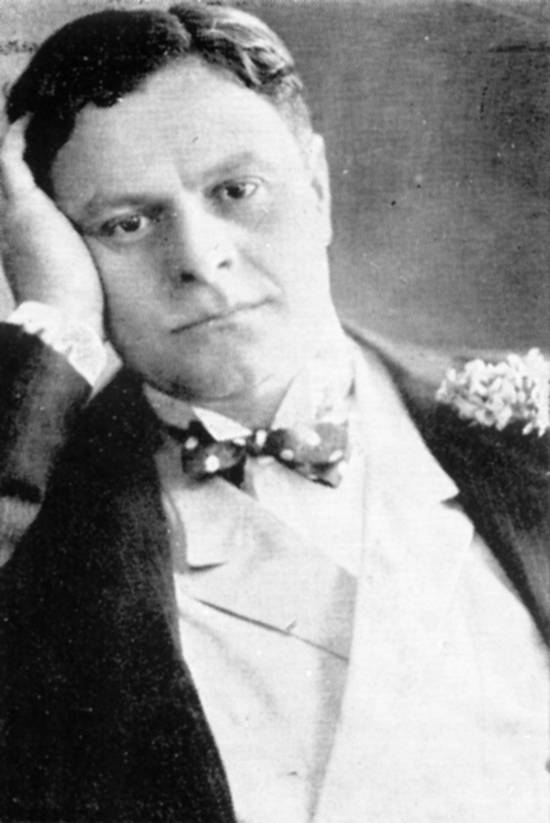
Poeta Martins Fontes.

Santos tem sido uma fonte de inspiração para muitos autores, conterrâneos ou estrangeiros, e possui uma longa tradição de publicação poética importante na literatura brasileira.
Talvez dois dos seus mais famosos poetas sejam Vicente de Carvalho e Martins Fontes. O primeiro, embora tenha se dedicado a um complexo de atividades, é mais conhecido por ter sido chamado de "O Poeta do Mar" dada à sua dedicação a escrever poemas dedicados à praia de Santos, e foi membro da Academia Brasileira de Letras, deixando uma prolífica obra literária e jurídica. Sua magnum opus, Poemas e Canções (cujo prefácio foi escrito por Euclides da Cunha), publicada primeiramente em 1908, chegou modernamente à sua 17ª edição - fato raro na literatura nacional.
Carvalho apoiou-se numa tradição lírica que nos remete a Victor Hugo e foi um grande divulgador da cidade como advogado e jurista, e hoje sua importância é refletida num dos nomes de uma das ruas da cidade. Martins Fontes, por sua vez, é mais conhecido por seus sonetos parnasianos, embora também tenha se tornado popular como médico da Santa Casa. Foi um grande colaborador dos ideais e das ambições de seu tempo; seu túmulo no Cemitério do Paquetá é um dos mais visitados na cidade e sua morte foi muito noticiada.

## Teatro
Provavelmente Santos seja a cidade do interior paulista mais profundamente ligada ao movimento teatral. O teatro em Santos se desenvolve e se desenvolveu dentro dos principais locais para a arte dramática: Teatro Municipal Brás Cubas, Teatro de Arena Rosinha Mastrângelo, Teatro do SESC, Teatro do SESI e, curiosamente, nas praças públicas.

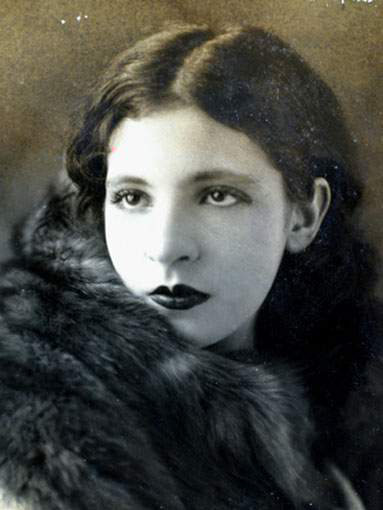
Pagu, a primeira presidente da União de Teatro Amador de Santos.

Patrícia Galvão, mais conhecida como Pagu, foi a primeira presidente da União de Teatro Amador de Santos que no ano de 1958 iniciou a organização do movimento na cidade.  Pagu foi uma grande pioneira do teatro na cidade; escrevendo para o A Tribuna, conseguiu patrocínios e realizou os primeiros festivais de teatro de Santos. Os festivais continuaram suas atividades pela Federação Santista de Teatro Amador com o nome FESTA - Festival Santista de Teatro Amador. A partir de 2009 a Federação Santista de Teatro Amador já estava extinta mas o festival continuou com o mesmo nome FESTA, porém agora como Festival Santista de Teatro, abolindo a palavra "Amador" e tornando-se um festival nacional de teatro. Hoje o FESTA - Festival Santista de Teatro é o festival em atividade mais antigo do Brasil, recebendo a Ordem do Mérito Cultural 2011 pelo Ministério da Cultura. O festival continua sendo realizado e produzido pelo Movimento Teatral de Santos, formado por diversos grupos da cidade, tendo como seu representante jurídico a Associação dos Artistas do Litoral Paulista. Alguns grupos da cidade se destacam como Trupe Olho da Rua, Os Pernilongos Insolentes, Teatro Widia,  Cia Own, Os Phantanas. Pagu era conhecida como a "musa" da Semana de Arte Moderna e escolheu Santos como a última cidade em que viveu. Estreitou relações com José Greghi Filho (ator e dramaturgo santista) e promoveu a campanha para a construção do Teatro Municipal que hoje leva seu nome.
Plínio Marcos e Carlos Alberto Soffredini são dois dos mais conhecidos e aclamados dramaturgos da cidade. Marcos iniciou sua carreira na companhia de Cacilda Becker e Walmor Chagas no início da década de 1960 e escreveu peças como Navalha na Carne e Dois Perdidos Numa Noite Suja que soaram de cunho sociopsicológico e foram proibidas na época. Plínio prosseguiu sua carreira também como ator e na década de 1970 trabalhou ao lado de Gianfrancesco Guarnieri, Oduvaldo Viana Filho, Jorge Andrade, Nelson Rodrigues e Abílio Pereira de Almeida. Nesta época, surgia outro dramaturgo na cidade, Soffredini, autor de Mais Quero Asno que Me Carregue, e que ao lado de Marcos figura como um autor expoente do moderno teatro do Brasil. No teatro infantil da cidade, destaca-se Oscar Von Pfhul, cunhado de Paulo Autran, e que possui projeção internacional.
Muitos outros nomes famosos surgiram do teatro santista; entre estes nomes destaca-se os de Serafim Gonzalez, Paulo Lara, Tanah Corrêa, Sérgio Mamberti, Cláudio Mamberti, Bete Mendes, Jandira Martini, Wilson Geraldo, Ney Latorraca, Nuno Leal Maia, Alexandre Borges, Oscar Magrini, Paulo Vilhena, etc.

## Esportes

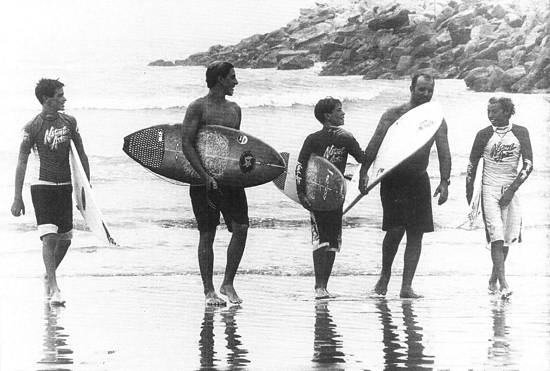
Picuruta Salazar e jovens estudantes de surfe em Santos, onde o esporte começou no país.

O esporte em Santos talvez seja um dos temas de maior projeção da cidade. Possui uma grande tradição nos mais variados esportes com constante auxílio de projetos sociais e educacionais. A começar pelo mar, temos o surfe santista que, apesar das ondas calmas da praia, possui um papel particular na história do surfe brasileiro e mundial: foi em Santos que o esporte começou a se desenvolver no país. Desde a década de 1930, os surfistas utilizavam pranchas de madeira oca e surfavam na praia do Gonzaga. A carreira dos pioneiros da modalidade no Brasil, os irmãos Thomas Rittscher Júnior e Margot Rittscher, está exclusivamente ligada a Santos e aos nomes de santistas como Osmar Gonçalves e João Roberto Suplicy Hafers, que formam, juntos, o que o jornalismo de hoje diz ser os primeiros surfistas do Brasil. Mais tarde, o surfe santista foi aprimorado e melhor divulgado por parte de escolas (como a Escolinha Radical, no Posto 2, liderado pelo primeiro surfista profissional brasileiro, Cisco Aranha) e de universidades, revelando nomes como Picuruta Salazar, que tornou-se o "maior" símbolo do esporte na cidade, e Renata Agondi, pessoas que renderam influência à posterioridade. Picuruta, além de criar escolinhas para crianças, também desenvolve projetos paralelos em lugares como o Havaí, oportunidade pela qual jovens talentos da cidade podem assumir responsabilidades internacionais.

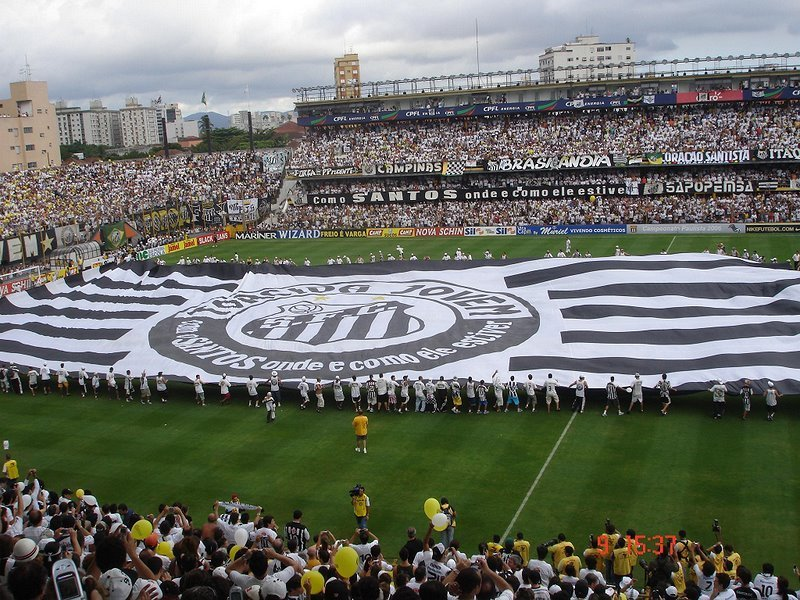
Estádio Urbano Caldeira, conhecido popularmente como "Vila Belmiro", casa do Santos Futebol Clube.

No futebol, a cidade foi palco de grandes jogadores, desde Araken Patuska por volta dos anos 20, passando por Pelé nos anos 60 até Neymar entre os anos de 2009 e 2012. A cidade é sede de três clubes, sendo o de maior destaque o Santos Futebol Clube, que é reconhecido internacionalmente, possuindo entre suas principais conquistas três Copas Libertadores da América e dois títulos Mundiais Interclubes, além de oito títulos de Campeão Brasileiro. Joga no Estádio Urbano Caldeira, mais conhecido como "Vila Belmiro". Os outros dois clubes são a Associação Atlética Portuguesa (conhecida popularmente como Portuguesa Santista), que joga no Estádio Ulrico Mursa, e o Jabaquara Atlético Clube que joga no Estádio Espanha. Esses três clubes realizam os clássicos do futebol de Santos quando se confrontam. Também está localizado em Santos o Estádio Municipal Paulo César de Araújo (Estádio Pagão), que se encontra na Zona Noroeste da cidade. Um quarto time de futebol, o Litoral Futebol Clube, chegou a existir em Santos, mas encerrou suas atividades em 2008.
Outro esporte da cidade é o Iatismo (ou vela), praticada no Clube Internacional de Regatas e que tem como destaque a flotilha da Classe Snipe. Além de diversos eventos de snipe, a cidade também é sede de etapas do Campeonato Paulista de Vela Oceânica e é largada da tradicional regata oceânica Santos-Rio. Santos também conta com um polo do projeto "Navega São Paulo" que ensina esportes náuticas às escolas públicas, entre eles a vela. O Tamboréu, por sua vez, é um esporte que nasceu em Santos e hoje é bastante praticado em toda a Baixada Santista. O jogo parecido com o tênis no que diz respeito às regras, é jogado com "raquetes" com o formato de um pandeiro (o tamboréu). A rede possui um metro de altura.